# USS Meade (DD-602)
USS Meade (DD-602) – niszczyciel typu Benson. Został odznaczony dziewięcioma battle star za służbę w czasie II wojny światowej.